# Teatr Szwalnia
Teatr Szwalnia – teatr działający przy ul. Andrzeja Struga 90 w Łodzi. Jest częścią Miejskiej Strefy Kultury (wcześniej Poleskiego Ośrodka Sztuki) mieszczącego się przy ul. Krzemienieckiej 2A.

## Historia i działalność
Teatr został założony w 2009 z inicjatywy aktora i reżysera Marcina Brzozowskiego. Pierwotnie swoją siedzibę miał w przestrzeni starego zakładu szwalniczego przy ul. Stefana Jaracza 40, natomiast w 2011 przeniósł się do budynku dawnego domu kultury przy ul. Andrzeja Struga 90.
Teatr posiada w swoim budynku trzy sceny: dużą scenę (z widownią na 120 osób), scenę na rampie (z widownią na 80 osób) oraz małą scenę (z widownią na 40 osób). Poza tym  funkcjonuje również przestrzeń wystawiennicza, kawiarnia oraz czytelnia.
W swojej misji Teatr Szwalnia określa się „teatrem bliskiego kontaktu”, czyli powstałym „aby łączyć i budować wspólną przestrzeń – zarówno gospodarzom, jak i zaproszonym twórcom i widzom”. W przestrzeni instytucji organizowane są spektakle teatralne, happeningi, pokazy filmowe, spotkania autorskie, sympozja, konferencje, koncerty muzyczne, festiwale, zajęcia warsztatowe, ale także wieczory improwizacji, stand upy i slamy poetyckie.